# Go! Go! Heaven
《Go! Go! Heaven》是日本女子音樂組合SPEED的第3張單曲。

## 解説
- 本團體首次在Oricon公信榜上獲得第1位之作品。出貨速度達成百萬銷量（日语：ミリオンセラー）。
- 截至1997年在Oricon總計的累計總銷售量為66.5萬張，最終累計總銷售量突破100萬張[1]，獲得日本唱片協會百萬銷售認證。

## 收錄曲目
全曲 作詞・作曲：伊秩弘將、編曲：水島康貴
1. Go! Go! Heaven
PV是在紐約與邁阿密拍攝。導演為鶴岡雅浩（日语：鶴岡雅浩）。
B'z的松本孝弘相當喜歡本曲，當意識到時是在作曲之際親口訴道。喜歡程度最終引用為1997年的SHOWCASE（秘密演唱會）標題。
此外，2個月後發行的首張專輯「Starling Over」中所收錄的專輯版本，淡出處有所不同，並收錄了延續的部分。
2. Go! Go! Heaven (Instrumental)

## 収錄專輯
- Starting Over (#1，專輯版本)
- MOMENT（日语：MOMENT (SPEEDのアルバム)） (#1)
- SPEED THE MEMORIAL BEST 1335days Dear Friends 1 (#1,2，#2是混音版本)

## 腳註
1. ↑  SPEEDさよならツアー涙、涙…、SANSPO.COM、1999年11月20日。（網際網路檔案館的存檔）

## 外部連結
- SPEED 10th Anniversary （页面存档备份，存于）（來自TOY'S FACTORY的10週年紀念網站）